# Bataille du Mont Ortigara
Première Guerre mondiale
Batailles
Front italien
- 1re Isonzo (06-1915)
- 2e Isonzo (07-1915)
- 3e Isonzo (10-1915)
- 4e Isonzo (11-1915)
- 5e Isonzo (03-1916)
- Trentin (06-1916)
- 6e Isonzo (08-1916)
- 7e Isonzo (09-1916)
- 8e Isonzo (10-1916)
- 9e Isonzo (11-1916)
- 10e Isonzo (05-1917)
- Mont Ortigara (06-1917)
- 11e Isonzo (08-1917)
- Caporetto (12e Isonzo) (10-1917)
- Piave (06-1918)
- San Matteo (08-1918)
- Vittorio Veneto (10-1918)

Front d'Europe de l’Ouest
Front d'Europe de l’Est
Front des Balkans
Front du Moyen-Orient
Front africain
Bataille de l'Atlantique
La bataille du Mont Ortigara est un engagement armé entre les troupes italiennes et les troupes austro-hongroises lors de la Première Guerre mondiale. Elle a lieu du 10 au 25 juin 1917 au mont Ortigara, en Italie.
La bataille implique la 6e armée italienne du général Ettore Mambretti, qui attaque en force le secteur austro-hongrois défendu par la 11e armée du général Viktor von Scheuchenstuel. Bien que l'on se souvienne aujourd'hui de l'attaque principalement pour les escarmouches sanglantes qui ont opposé les Alpini pour la possession du mont Ortigara, elle visait en fait à reconquérir les vastes portions de territoire perdues sur le plateau lors de l'offensive austro-hongroise de Frühjahrsoffensive ("offensive de printemps") de mai 1916.
Cette partie du front, que le chef d'état-major Luigi Cadorna considérait initialement comme secondaire par rapport au front de l'Isonzo, a pris une importance stratégique croissante au fur et à mesure que le conflit progressait. Cela est devenu évident en 1916, après que les Austro-Hongrois aient fait comprendre aux commandants italiens qu'une percée le long de cette partie du front permettrait à l'ennemi de pénétrer dans la vallée du Pô et de prendre à revers les armées situées sur le Karst et l'Isonzo.
Le commandement militaire suprême italien (Comando supremo militare italiano) a décidé que le front touché par l'attaque serait long de 14 kilomètres, principalement sur un terrain situé entre 1 700 et 2 100 mètres d'altitude, qui, dans les zones les plus élevées, présentait des caractéristiques karstiques particulières qui le rendaient sévère, aride et dépourvu de ressources, en particulier d'eau. Afin d'assurer un soutien logistique à l'énorme masse d'hommes et de matériels que les hauts commandements entendaient déployer le long du front, la construction d'aqueducs et d'imposants travaux routiers fut lancée sur tout le secteur des hauts plateaux.
Malgré les grands efforts consentis, les commandements italiens n'ont pas su gérer au mieux les situations et les imprévus ; les tentatives d'avancée ont été diverses et souvent mal gérées. Au contraire, le sacrifice de vies humaines a été très élevé, et après presque vingt jours de bataille, la 6e armée a ordonné la retraite vers les positions de départ, déclarant effectivement l'échec complet de l'offensive.

## Situation générale
La préparation d'une attaque italienne sur le plateau des Sette Comuni est autorisée par le chef d'état-major du Regio Esercito, Luigi Cadorna, le 27 février 1917, en réponse à une lettre du commandant de la 6e armée, le général Ettore Mambretti, qui incite Cadorna à le faire. En effet, les deux hommes s'accordent sur la nécessité de rectifier la ligne de front qui s'est créée après l'attaque massive des Austro-Hongrois en mai et juin 1916, qui a repoussé l'armée italienne de grandes parties du territoire du plateau : les Austro-Hongrois se sont établis dans des positions très favorables, surplombant la plaine du Pô, d'où ils peuvent menacer par l'arrière les armées de Cadore, de la Carnia et le long de l'Isonzo. On commence donc à préparer une offensive de grande envergure qui leur permettrait de reconquérir les importants sommets du pic Portule et du mont Zebio et de réoccuper en même temps les positions perdues sur les hauts plateaux. En outre, à la suite de la conférence de Saint-Pétersbourg de février 1917, l'Italie s'est engagée avec les Alliés à opérer entre avril et mai, d'abord sur le plateau de Sette Comuni et ensuite sur le Karst, pour répondre à l'initiative promue par le gouvernement britannique qui, après l'effondrement de la Roumanie, pour tâter le pouls de l'armée russe en crise, avait poussé à une série d'offensives alliées sur les fronts occidental, oriental et italien.

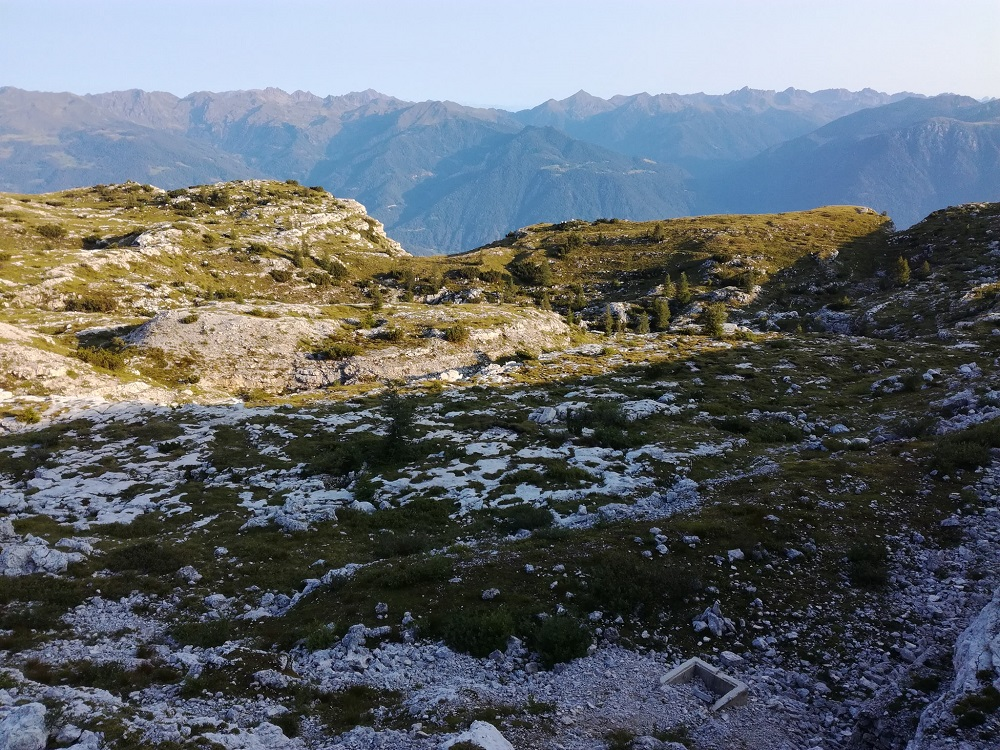
Le sommet de l'Ortigara

La 6e armée de Mambretti est constituée sur la structure préexistante du Commandement des troupes des hauts-plateaux (Comando truppe Altopiano), déjà dépendant de la 1re armée, reconnaissant l'importance stratégique fondamentale du territoire, qui s'était accrue après la contre-offensive italienne de juin-juillet 1916, visant à réoccuper rapidement les territoires perdus lors de la Strafexpedition : elle avait toutefois échoué en novembre de la même année en raison de fortes chutes de neige. En raison de la confidentialité du plan, le chef d'état-major a demandé à Mambretti d'utiliser conventionnellement le terme "Hypothèse défensive 1", afin de faire croire à tous que les préparatifs n'étaient préparés que de manière défensive. Au cours de la période suivante, la 6e armée demande l'envoi d'artillerie et de troupes de montagne et, en même temps, Cadorna émet l'hypothèse d'étendre le front d'attaque vers le sud, vers le Monte Zebio, en obtenant l'approbation de Mambretti qui fait remarquer que le front, de cette façon, serait le même que celui prévu pour l'offensive suspendue à l'automne de l'année précédente, c'est-à-dire l'" Action K ". L'élargissement de l'offensive est approuvé par le commandement suprême (comando supremo) le 8 mai, assurant l'envoi d'une autre division d'infanterie, de quatre batteries de bombardes, de douze batteries de moyen calibre et d'un groupe d'artillerie de montagne, tandis qu'entre-temps, quatorze batteries envoyées sur l'Isonzo (malgré le début imminent de la dixième bataille de l'Isonzo) et celles du monte Cengio devaient revenir.
Le commandement de la 6e armée prépare l'"ordre d'opérations no 1" le 28 mai 1917, dans lequel sont communiqués le jour de l'attaque et les directives offensives. La date est ensuite avancée, comme le rapporte le général Mambretti: "L'offensive, prévue pour la deuxième quinzaine de juin, en fonction des transports d'artillerie et de troupes en cours et des conditions d'enneigement, est avancée au 10 de ce mois, à la demande du commandement suprême, soucieux de soulager la 3e armée de la pression énergique de l'ennemi". La nécessité d'anticiper l'attaque était en partie une conséquence de la contre-attaque austro-hongroise à la suite de la dixième bataille de l'Isonzo, qui a frappé la 3e armée sur le front du Karst entre le 4 et le 7 juin, et qui a entraîné la perte du secteur de Flondar et la perte de 21 888 hommes morts, blessés, disparus et prisonniers (près de la moitié pour ces derniers).
Le 7 juin, le bureau des opérations de la 6e armée annonce que " le jour X sera le 9 " et le lendemain, Cadorna écrit un phonogramme à Mambretti dans lequel il précise : "Il est entendu que ma recommandation d'anticiper l'action connue ne doit cependant pas conduire à la décision de l'entreprendre dans des conditions météorologiques défavorables". La date de l'attaque a été décidée non seulement par les moyens disponibles, la dislocation de l'artillerie et le temps, mais surtout par le résultat négatif de l'offensive sur l'Isonzo, et non par la décision des commandants sur le terrain, qui avaient bien en tête qu'un résultat favorable de l'attaque ne se produirait que si le beau temps était certain. Le général Antonino Di Giorgio, commandant du 4e régiment alpin à l'époque, a écrit à ce sujet : "La date du 9 juin n'a pas été librement choisie, mais en quelque sorte imposée par le désir de soulager la pression autrichienne contre la 3e armée, [...]. ] et le secours qui est venu de l'opération du plateau aux deux armées du front de juillet, a été négligeable, et certainement pas proportionné aux inconvénients que l'on a rencontrés au moment même où la fonte des neiges et les nuits encore trop rudes rendaient insupportable l'incommodité de la tente. "

## Le terrain

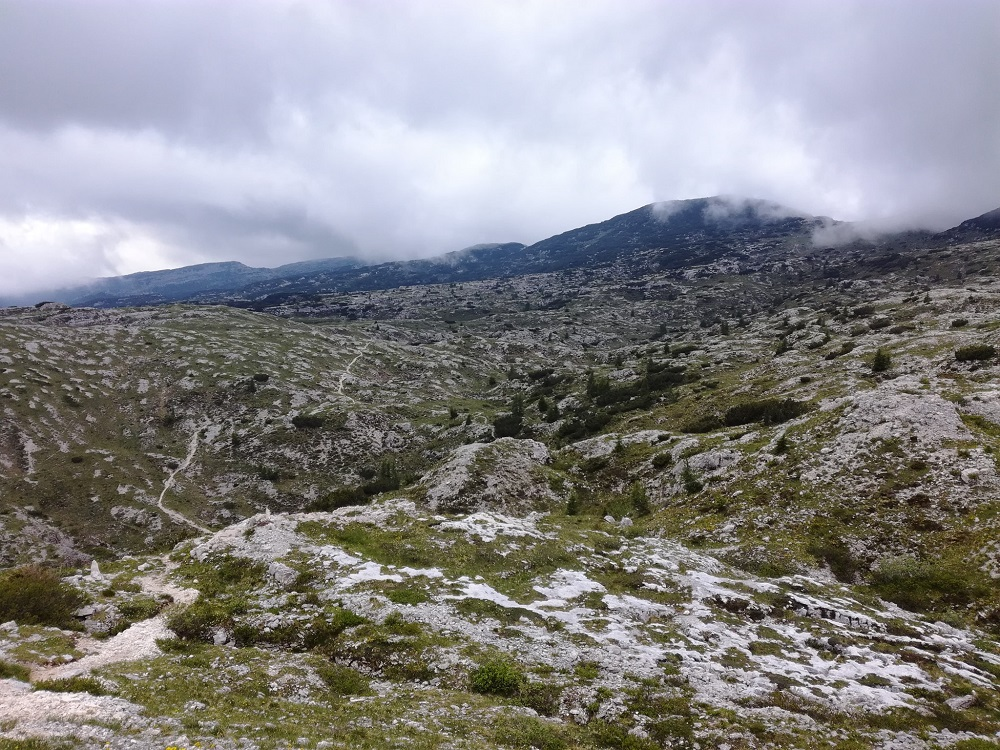
La zone nord-ouest d'Ortigara avec le Mont Campigoletti à gauche et la Cima XI à droite.

Le terrain sur lequel se sont déroulés les combats présente de nombreuses similitudes avec la région du Karst, avec laquelle il partage la nature calcaire des roches et plusieurs particularités géomorphologiques. La végétation, constituée de forêts de conifères, s'amenuise à mesure que l'on se dirige vers la ceinture nord du plateau, dominée par l'arc montagneux de la cima Undici-cima Dodici-cima Portule, qui culmine à 2 300–2 200 mètres. La région est caractérisée par les "buses" ou "dolines", de véritables bassins naturels très semblables aux dolines karstiques du mont San Michele, certains profonds avec des parois abruptes, d'autres larges avec une pente douce et des bords boisés. Face au système orographique Monte Ortigara-monte Campigoletti se trouve le sommet de Caldiera (2 127 mètres d'altitude), d'où part une crête qui s'articule avec le sommet Campanella, le Monte Lozze et le sommet Saette et qui, en s'accrochant à la crête du Monte Palo, se raccorde à l'ensemble montagneux qui délimite la gauche orographique du Val di Nos. En particulier, le terrain situé entre les lignes italienne et austro-hongroise, dans sa partie nord, est constitué d'une profonde dépression, véritable couloir contenu entre les flancs abrupts de l'Ortigara et du cima Caldiera, connu sous le nom de vallone dell'Agnellizza, qui est interrompu par le col de l'Agnella, donnant sur les ravins abrupts qui descendent dans la Valsugana.
En continuant vers le sud, le couloir s'ouvre et s'élargit dans la "pozza dell'Ortigara", un vaste bassin dans lequel se jette le Vallone dell'Agnella depuis le nord-ouest, avec une pente facile qui sépare Ortigara du mont Campigoletti. La zone de combat est donc un terrain accidenté, déchiqueté de trous, rugueux, avec des pentes parfois abruptes, stériles et pierreuses, présentant parfois des aspects lunaires, où l'eau de surface est presque absente en raison de la nature calcaire de la roche..

## Les forces en présence

### La6earmée italienne
À la veille de la bataille, la 6e armée, dont dépendait également le 12e Groupe aéroporté (XII Gruppo aereo, plus tard 12º Gruppo caccia - 12e Groupe de chasseurs), pouvait déployer sur le front nord, entre le mont Fiara et le bord le plus septentrional du plateau, le 20e corps d'armée sous le commandement du général Luca Montuori, composé de la 29e division d'infanterie (Général Enrico Caviglia) qui attaquerait vers le Mont Forno et la 52e division d'Infanterie (Général Angelo Como Dagna Sabina - avec dix-huit bataillons d'Alpini dans son état-major) alignée entre les pics Saette et Caldiera qui attaquerait plus au nord vers le Mont Ortigara et le col du Val Caldiera derrière, puis tournerait au sud-ouest et occuperait le pic Portule[12]. Au sud du front, le XXIIe corps d'armée est déployé sous le commandement du général Ettore Negri di Lamporo, déployant la 57e division d'infanterie entre Camporovere et le mont Katz (composée d'une seule brigade), la 25e division d'infanterie entre le mont Rotondo et l'extrémité sud du Monte Zebio, la 13e division d'infanterie entre le mont Zebio et le mont Fiara, et enfin la 27e division d'infanterie stationnée à l'arrière. L'action principale du XXIIe corps d'armée aurait été menée par les 25e et 13e divisions qui auraient attaqué l'important relief de Monte Zebio par le sud et le nord, respectivement, et auraient ensuite surplombé la vallée de Galmarara.
Le XXVIe corps d'armée du général Augusto Fabbri était également disponible, déployé sur la rive gauche du Val d'Assa avec les 12e et 30e divisions. Dans ce secteur, initialement, seule la brigade "Cremona" s'engagerait dans l'action concurrente sur le mont Rasta, tandis que les autres forces se limiteraient à des actions au-delà de l'Assa afin de maintenir l'adversaire engagé. Enfin, le XVIIIe corps d'armée du général Donato Etna est également déployé sur le front avec seulement la 51e division d'infanterie (composée de deux brigades de bersaglieri, d'une brigade d'infanterie, d'un bataillon de génie, de quatre compagnies de mitrailleuses et de deux bataillons de skieurs alpins déployés sur le territoire de la 52e division), déployée à Valsugana pour " l'action subsidiaire " afin de faire la jonction avec le XXe corps d'armée qui va avancer ; cette unité est restée quasiment inactive au cours de la bataille, à l'exception de la tragique phase finale.
En fin de compte, la 6e armée peut aligner 114 bataillons d'infanterie, 22 alpins et 18 bersaglieri, pour 154 bataillons auxquels il faut ajouter 10 du Corps du Génie et les diverses unités de mitrailleuses, de génie, de service, d'artillerie et de bombardement en plus de deux batteries françaises de 320 mm sur les plates-formes ferroviaires, déployées à Chiuppano et à Grigno dans la Valsugana, où il y avait aussi six canons de 190 mm, partiellement servis par du personnel sénégalais. Au total, ce sont près de 300 000 hommes (dont un peu plus de la moitié appartient au XXe corps d'armée), 1 072 pièces d'artillerie et 569 bombardes, soit un canon tous les 9 mètres, la plus forte densité d'artillerie enregistrée jusqu'alors sur le front italien et très proche de celle atteinte sur le front occidental lors de l'offensive du général Nivelle,. Pour l'artillerie, en particulier, une grande quantité de munitions avait été amassée et des tables de tir avaient été installées sur les cibles, à frapper selon la cadence méticuleusement décrite dans les ordres qui avaient été transmis aux différentes batteries.

### La11earmée austro-hongroise
Le front austro-hongrois concerné par la "première hypothèse défensive" était sous le contrôle de la 11e armée du lieutenant général Viktor von Scheuchenstuel et était occupé par le IIIe corps d'armée du général Joseph Krautwald von Annau. Toute la rive droite terminale du Val d'Assa, entre le fond du Val d'Astico et Roana, est occupée par cinq bataillons qui forment le groupe de commandement du colonel-brigadier Rudolf Vidossich, tandis que de Roana au Monte Colombara (au nord du Monte Zebio) se trouve la 22e division Schützen (22. Schützen-Division) du général Rudolf Müller[Lequel ?]. La 6e division d'infanterie (6. Infanterietruppendivision), sous le commandement du général Artur Edler von Mecenseffy, composée de dix-sept bataillons, occupait le territoire allant du mont Colombara jusqu'au bord nord du plateau, où passait la ligne de démarcation avec la 18e division d'infanterie (18. Infanterietruppendivision) du général Vidalè, composée de sept bataillons qui, au moment de l'attaque italienne, faisaient face aux nombreux XXe Corps d'armée de Montuori. Enfin, en réserve dans le secteur, les Austro-Hongrois disposaient de six bataillons et d'un demi-bataillon d'assaut de la 11e armée, si bien qu'au final, quelque quarante-huit bataillons se sont opposés à la 6e armée italienne, établissant un rapport de 3 à 1 en faveur des Italiens. Sur le front, les Austro-Hongrois pouvaient compter sur le soutien d'environ quatre cents canons de différents calibres et d'autant de mitrailleuses. Cependant, malgré son infériorité numérique, l'artillerie austro-hongroise était bien organisée et placée au centre du front, de sorte qu'elle pouvait à tout moment diriger ses tirs vers tous les points du front et disposer ainsi d'un vaste champ d'action.

## Le plan d'attaque

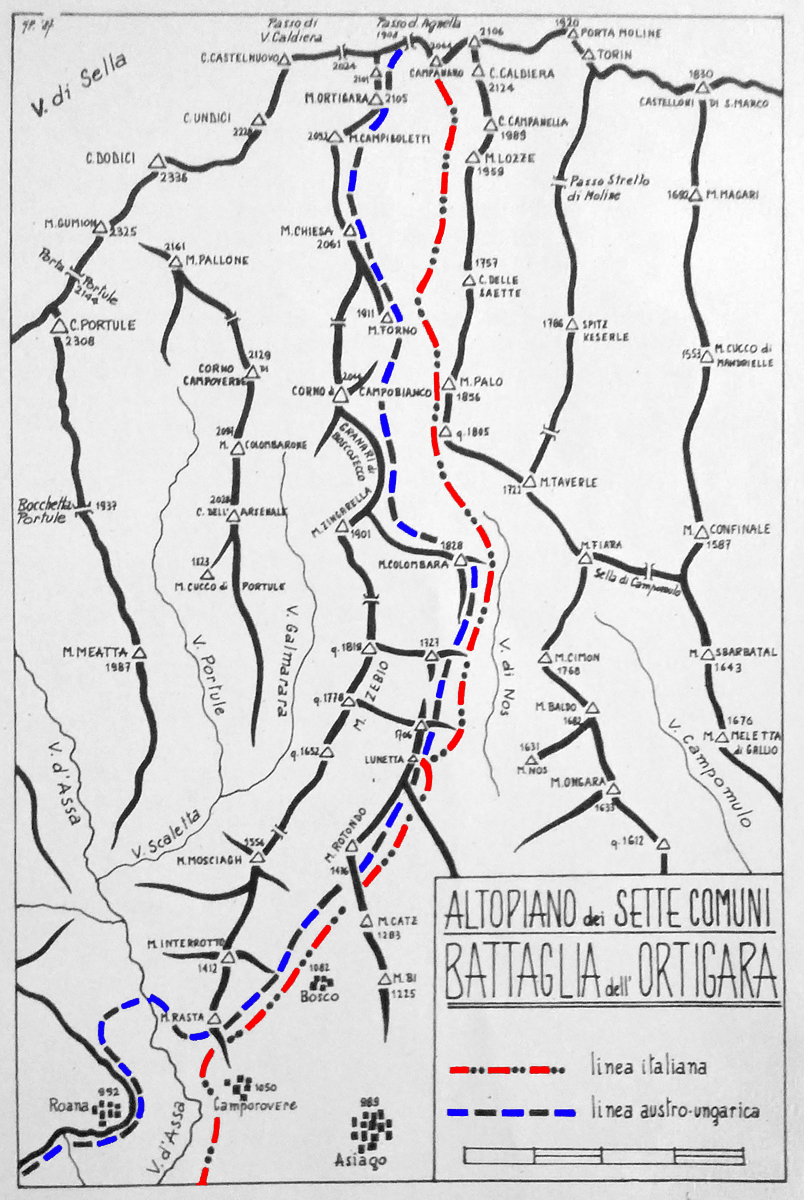
Carte du secteur avec les lignes des positions austro-hongroises et italiennes.

Le plan établi dans l'" ordre d'opérations no 1 " de la 6e armée est approuvé par Cadorna le 31 mai et prévoit une " action principale " et une " action concurrente " sur le plateau, tandis que la Valsugana sera le théâtre d'une " action subsidiaire ".
L'"action principale" concerne le front de 14 kilomètres tenu au nord par le XXe corps d'armée et au sud par le XXIIe corps d'armée, du sommet de Caldiera au sillon du Val d'Assa près du village de Camporovere. Les masses prévues pour l'attaque devaient percer au nord au niveau du Monte Ortigara et du Monte Forno, et au sud entre le Monte Zebio et le Monte Rotondo à une altitude de 1 626 mètres. En pratique, il s'agissait donc de deux actions principales simultanées dans deux secteurs du front tactiquement très différents ; en effet, au sud, les lignes italiennes, bien que positionnées plus bas que les lignes ennemies et attaquables avec peu d'élan, étaient parallèles et à quelques centaines de mètres des lignes austro-hongroises, tandis qu'au nord, une vaste dépression séparait les fronts respectifs dessinés sur deux crêtes opposées, ce qui impliquait un puissant effort physique avant même d'atteindre les lignes ennemies.
L'"action concurrente" est confiée à l'aile droite du XXVIe corps d'armée, déployée à gauche du grand sillon du Val d'Assa et donc peu touchée par l'attaque. Cette action devait être lancée en même temps que l'offensive principale et consistait principalement à attaquer le bastion sud de l'adversaire sur le mont Rasta, immédiatement derrière le village de Camporovere. Enfin, le XVIIIe corps d'armée déployé à Valsugana se voit confier l'" action subsidiaire ", qui consiste dans un premier temps à occuper l'adversaire puis à se déplacer sur le Monte Civeron, afin de créer une liaison avec le XXe corps d'armée, qui entre-temps avancera sur le bord du plateau surplombant.
Malgré les mesures de précaution prises par les commandements italiens, les Austro-Hongrois se rendent vite compte que la "première hypothèse défensive" n'est rien d'autre qu'un plan d'attaque sur le plateau. Le commandant du groupe d'armées Tyrol, le maréchal Franz Conrad von Hötzendorf, écrit dans un rapport après la bataille d'Ortigara que, dès le mois d'avril, la 11e armée avait demandé des renforts de troupes et d'artillerie en réponse à un renforcement apparent du XXe corpsd'armée italien. En outre, sur la base des informations reçues, du déplacement des 8e et 9e groupes alpins de Bassano del Grappa à Enego, de la construction d'un observatoire sur le monte Paú pour le XXVIIe corps d'armée qui venait d'arriver au front et de l'installation d'une station radio sur le monte Bertiaga, il est signalé au commandement suprême de Baden bei Wien qu'on peut s'attendre à une forte attaque dès la fin mai, selon un plan similaire à celui qui n'avait pas été mis en œuvre à l'automne 1916.
Le 2 mai, les commandements austro-hongrois sur le plateau estiment alors très précisément l'importance des forces italiennes à environ cent sept bataillons, contre lesquels ils ne peuvent déployer que trente-trois bataillons, que le commandement suprême de Baden refuse d'augmenter en nombre compte tenu du fait que la partie décisive en Italie se jouera sur l'Isonzo et qu'aucune troupe ne pourra être retirée du front oriental. Le 5 juin, grâce aux informations qu'il a reçues de déserteurs et à la détection du massacre de 1 103 têtes de bétail, le maréchal von Hötzendorf peut deviner avec une extrême précision à la fois l'importance numérique du XXe corps d'armée et le jour de l'attaque qui, selon la transmission du général au commandement du front sud-ouest, doit avoir lieu à n'importe quelle date à partir du 9 juin.

## Déroulement de la bataille

### Reculs initiaux
La veille de la date prévue pour l'attaque, vingt-deux officiers appartenant aux deux bataillons du 145e régiment d'infanterie "Catania", chargés de percer le cratère ouvert par la mine posée sur le mont Zebio, se rendent à une altitude de 1 603 mètres (appelée "lunetta di monte Zebio" ou plus simplement "lunetta") pour sonder le terrain où ils doivent attaquer. La position consistait en une paroi rocheuse de 7 mètres de haut, au pied de laquelle se tenaient les Italiens et quelques mètres au-delà du bord commençaient les tranchées autrichiennes, sous lesquelles, à partir de la base du mur, les Italiens avaient creusé un tunnel de mine et la chambre de tir associée. La quantité d'explosifs (dont l'estimation exacte est inconnue, mais varie vraisemblablement entre 1 000 4000kilogrammes) devait exploser à la fin du bombardement préparatoire, de manière à ouvrir une profonde entaille dans la paroi rocheuse et permettre aux hommes du 145e régiment de percer les positions ennemies. Les Austro-Hongrois étaient parfaitement au courant de l'expédient italien et avaient effectué d'importants travaux de creusement et de contre-insurrection, mais ils n'ont pas effectué le chargement en raison de l'opposition de l'infanterie, qui savait bien qu'elle aurait ensuite à payer le prix de l'inévitable réaction violente de l'artillerie italienne.
Vers 17h00, les officiers ont atteint la "lunette" et alors qu'ils grimpaient sur l'échelle de corde construite pour atteindre le bord du mur, la mine a explosé de manière inattendue, ouvrant un cratère de 35 mètres de diamètre et tuant 180 hommes, dont des fantassins et des sapeurs. Des officiers du 145e, seuls deux sont sortis vivants, lors d'une trêve des armes accordée par les adversaires, qui perdent les trente-cinq hommes de la garnison prise par surprise. La bataille ne commence donc pas sous les meilleurs auspices,.

### Commencement de l'attaque

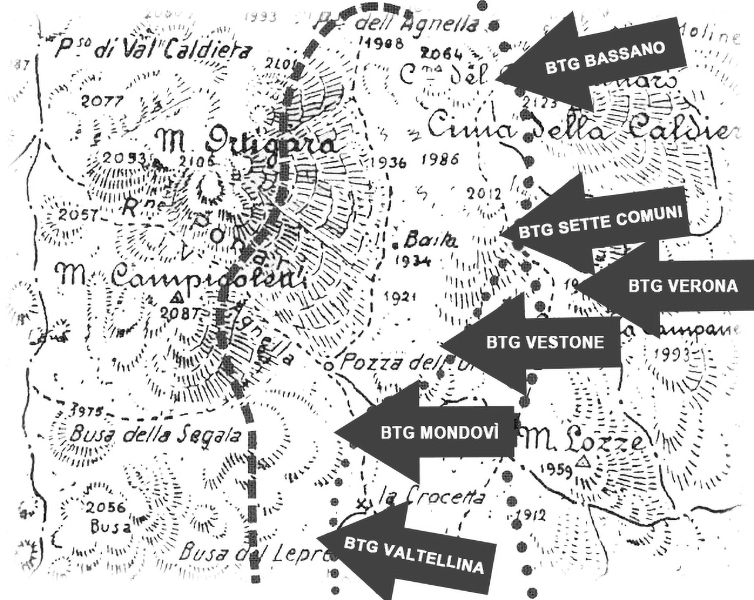
Carte du secteur touché par l'attaque italienne du 10 juin 1917, notamment sur le mont Ortigara, avec les lignes d'avance des divisions italiennes.

"Temps varié avec brouillard et pluie."
(Extrait du journal historique du bataillon "Sette Comuni")
Prenant acte du mauvais temps qui a fortement affecté le plateau pendant la nuit et qui continue à sévir, le général Mambretti décide que l'attaque aura lieu le lendemain, 10 juin, mais pas plus tard. L'énorme machine organisationnelle et logistique était maintenant prête, et retarder l'attaque plus longtemps aurait causé de graves dommages logistiques et spirituels aux troupes. Bien que les Austro-Hongrois soient désormais bien conscients de l'attaque imminente, un report de 24 heures aurait permis aux Italiens d'avoir encore quelques chances de succès.

Ainsi, malgré le fait que le temps ne s'était pas beaucoup amélioré, les commandants italiens ont commencé les opérations et à 5h15 le 10 juin, un violent bombardement a été déclenché contre les lignes austro-hongroises.
"Ce n'était pas un tir d'artillerie. C'était l'enfer qui se déchaînait".
(Emilio Lussu, Une année sur le plateau)
Entre 11h00 et 13h30, il y a eu une pause dans le bombardement pour permettre aux officiers de vérifier l'ouverture de brèches dans la ligne défensive ennemie et, après avoir lu un rapport de ses subordonnés à 12h30, le commandant de la 52e division, le général Como Dagna Sabina, demande au commandement du corps d'armée de prolonger le bombardement jusqu'à 16h00 pour donner le temps à l'artillerie de battre la ligne ennemie dont les grilles ne sont pas encore complètement balayées, mais la demande n'est pas accordée car il a déjà été décidé à 07h40 du matin de reporter l'attaque de l'infanterie, prévue à 14h45, à 15h00 précises. De plus, le tir trop court de l'artillerie qui était arrivée en dernier dans la zone tomba sur les tranchées où la Brigade "Sassari" attendait de bondir contre les tranchées ennemies très proches, et malgré des tentatives désespérées pour faire corriger le tir, pendant plusieurs heures les fantassins de Sassari furent soumis à un bombardement intense et subirent des pertes considérables, surtout dans les rangs du 151e Régiment,.

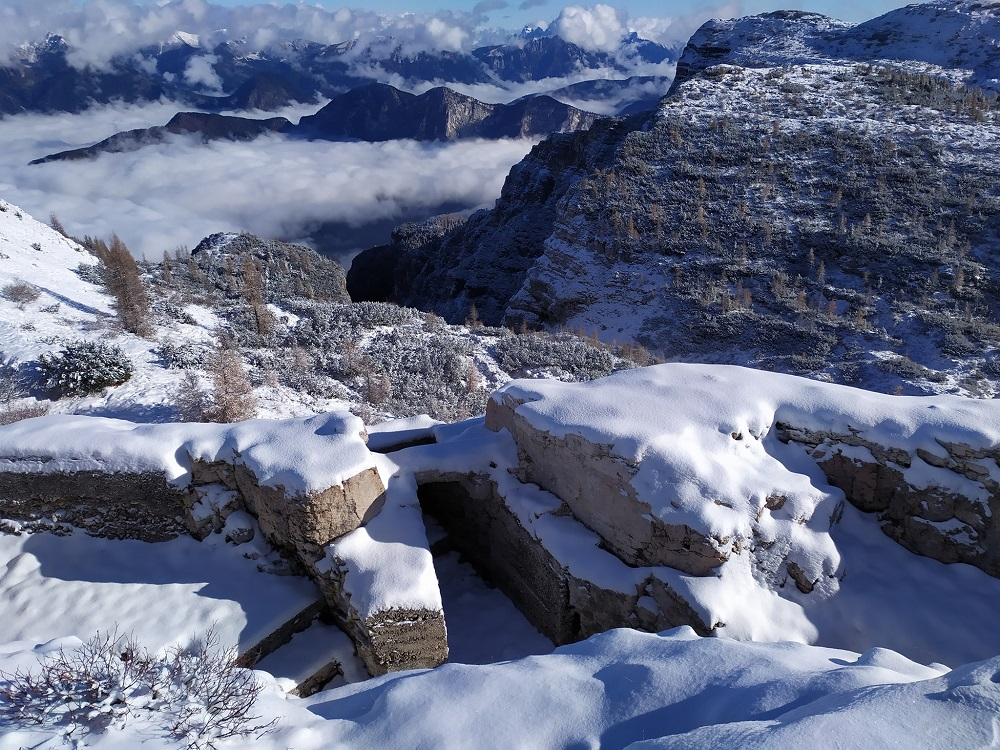
La ligne de front austro-hongroise et, en arrière-plan à droite, la ligne de front italienne.

Entre-temps, un brouillard dense s'était levé sur tout le plateau et la pluie commençait à tomber, de sorte qu'au moment de l'attaque, les fantassins sortirent des tranchées simultanément sous le mauvais temps, mais en partie favorisés par le brouillard qui, en certains points du front, couvrait leur avance, les cachant à la vue de l'ennemi. Au sud du front, dans le secteur de la 25e division, les divisions de la Brigade "Cremona" engagées dans l'"action concurrente" sur le Mont Rasta subissent de lourdes pertes dans leur tentative de franchir les clôtures encore intactes, et il en va de même pour la Brigade "Porto Maurizio" engagée à l'est de la même montagne. Un peu plus au nord, sur le Mont Rotondo, à 15h05, la mine posée à cet endroit explose sans avoir l'effet désiré et les défenseurs peuvent faire face avec succès à l'avancée de la Brigade "Piacenza". Plus à droite, la brigade "Sassari", malgré le prix en morts et en blessés déjà payé lors du bombardement, s'engage dans un furieux combat corps à corps dans les tranchées adverses dans lequel elle prend d'abord le dessus, mais est finalement repoussée par une puissante contre-attaque. Dans le secteur de la 13e division, les choses ne sont pas différentes; les brigades " Veneto ", " Catania " et " Pesaro " attaquent sans succès les formidables positions ennemies du mont Zebio, pénétrant et combattant avec acharnement dans la " lunette ", sur les pentes de la cote 1 706 et sur les pentes abruptes de la cote 1 727, mais rencontrant partout une résistance farouche. On peut considérer que l'" action principale " au sud du front a échoué à la fin de la journée.
Dans le secteur nord du front, les choses ne sont pas meilleures pour les Italiens. L'attaque du Mont Forno confiée à la Brigade "Arno" de la 29e division commence positivement avec l'ouverture d'une large brèche sur le versant est de la montagne, qui permet au I/213e bataillon (Ier Bataillon du 213e Régiment d'Infanterie "Arno") d'atteindre avec ses avant-gardes le plateau qui sépare les deux sommets. Cependant, les Austro-Hongrois sortent de leurs positions sur le versant opposé et avec l'aide d'une batterie installée sur le Mont Colombara qui empêche l'arrivée des renforts italiens, ils parviennent à isoler et à détruire le bataillon du 213e, mettant ainsi fin à l'action italienne.

### L'ascension du Mont Ortigara
À l'extrémité nord du front, l'attaque du mont Ortigara est lancée à travers trois brèches par deux colonnes de la 52e division (la colonne Cornaro et la colonne Di Giorgio, qui sera divisée en deux colonnes " Stringa " et " Ragni "), qui doivent avancer à découvert vers Pozza dell'Ortigara et la vallée de l'Agnellizza, battues par les Austro-Hongrois, puis gravir les pentes de la montagne.
Sur la gauche, la colonne Cornaro, à travers la Valle dell'Agnella, tente de percer la ligne adverse en grimpant du sud-est vers une altitude de 2 105 mètres et de progresser le long de la crête de Ponari et du mont Campigoletti vers le sommet plat d'Ortigara, en se reliant sur la gauche à la 29e division engagée sur le mont Forno grâce aux bataillons alpins " Monte Stelvio " et " Valtellina ". Dans une tentative de pénétrer vers le plateau entre le mont Chiesa et le mont Campigoletti, le bataillon alpin "Mondovì" se jette sur les positions ennemies et conquiert le Corno della Segala, réussissant à le tenir avec l'aide du bataillon alpin "Ceva" et ensuite du bataillon "Val Stura". Le bataillon "Vestone" a réussi à pénétrer dans les brèches le long de la crête de Ponari, occupant une tranchée avancée et entre-temps le bataillon "Bicocca" est arrivé pour le renforcer. Si, au début, les bataillons ont également été aidés par le brouillard, lorsque celui-ci est tombé, ils ont été pris sous le feu de l'ennemi depuis les nombreuses positions du mont Campigoletti et ont été contraints de battre en retraite. Les bataillons " Saccarello " et " Valle Dora ", en considération des 40 officiers et des 1 200 soldats alpins perdus dans la colonne, sont pris au XXe corps d'armée et envoyés en renfort.

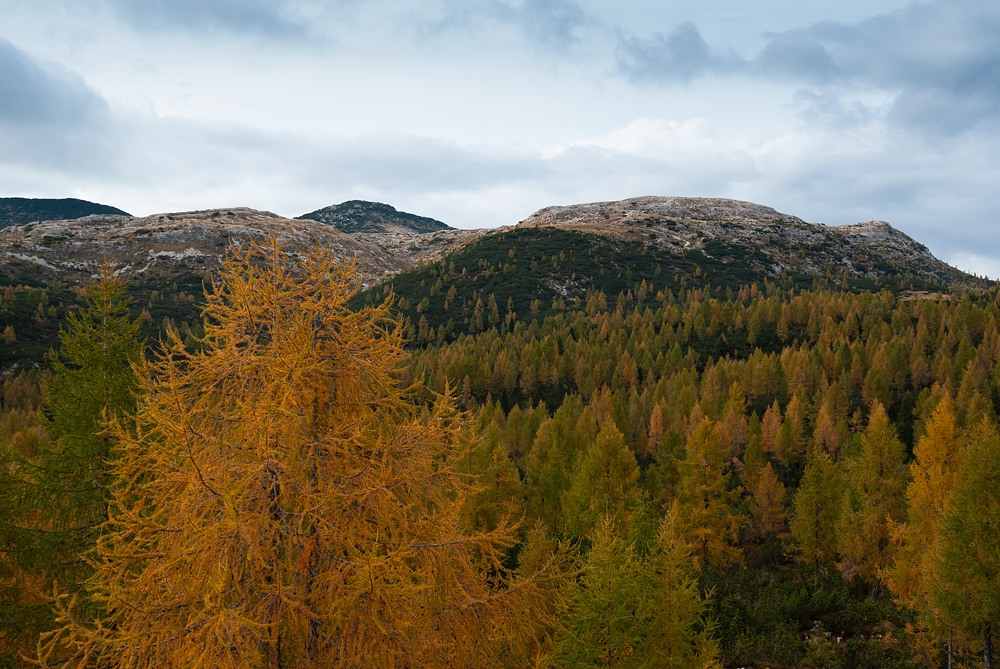
Les monts Campigoletti (à gauche) et Ortigara (à droite) avec la pente raide que les troupes italiennes ont dû affronter pour gravir la montagne.

La colonne centrale sous le commandement du colonel Stringa, qui devait prendre d'assaut le versant oriental directement vers une altitude de 2 105 mètres, fut divisée en deux parties pour attaquer en deux vagues : le premier assaut devait être mené par les bataillons expérimentés "Sette Comuni" et "Verona", tandis que les bataillons "Valle Arroscia" et "Mercantour" devaient renforcer la position. Favorisés par le brouillard, les hommes des "Sette Comuni" atteignent les barrières, mais les trouvent intactes. Pendant la recherche désespérée des brèches, le brouillard s'est dissipé et les hommes ont été contraints de battre en retraite à la recherche d'un abri. Pendant ce temps, le "Verona" arrivait également et ces hommes ont également été contraints de se mettre à l'abri et de trouver un endroit pour la nuit. À la tombée de la nuit, alors que les deux divisions tentent de se réorganiser, les bataillons "Valle Arroscia" et "Mercantour" arrivent également, créant une situation très chaotique.
À l'extrême droite, la colonne commandée par le colonel Ragni avait pour mission d'occuper l'extrémité nord d'Ortigara (soit l'altitude 2 101, correspondant à l'altitude 2 071 de "Lepozze" pour les Austro-Hongrois) via le col de l'Agnella et l'altitude 2 003. Avec la faveur temporaire du brouillard, le bataillon alpin "Bassano" se lance vers la vallée de l'Agnellizza (qui sera appelée "Vallone della Morte") et, après avoir occupé le col, conquiert la cote 2 003 en faisant deux cents prisonniers et en perdant de nombreux hommes, dont le commandant. Derrière le 'Bassano', le 'Monte Baldo' descendait également dans la vallée, qui, avec une droite sûre, pouvait partir à l'attaque de la pente menant à l'altitude 2 101. L'assaut rencontre d'abord une résistance tenace et est stoppé, mais les compagnies des bataillons "Val Ellero" et "Monte Clapier" accourent à l'aide et le cote 2 101 est conquis. Après une tentative infructueuse du bataillon "Val Ellero" de se diriger vers le sommet à 2 105 mètres d'altitude, les soldats ont tenu bon et ont fortifié les positions conquises. La 52e division a ainsi mené la seule action tactiquement réussie sur tout le front d'attaque, mais les résultats escomptés étaient tout autres et les pertes énormes, quantifiables en 122 officiers et 2 463 soldats morts, blessés et disparus, ne laissaient pas espérer de meilleurs résultats, qui ne pouvaient être obtenus qu'en poursuivant immédiatement l'attaque onéreuse.

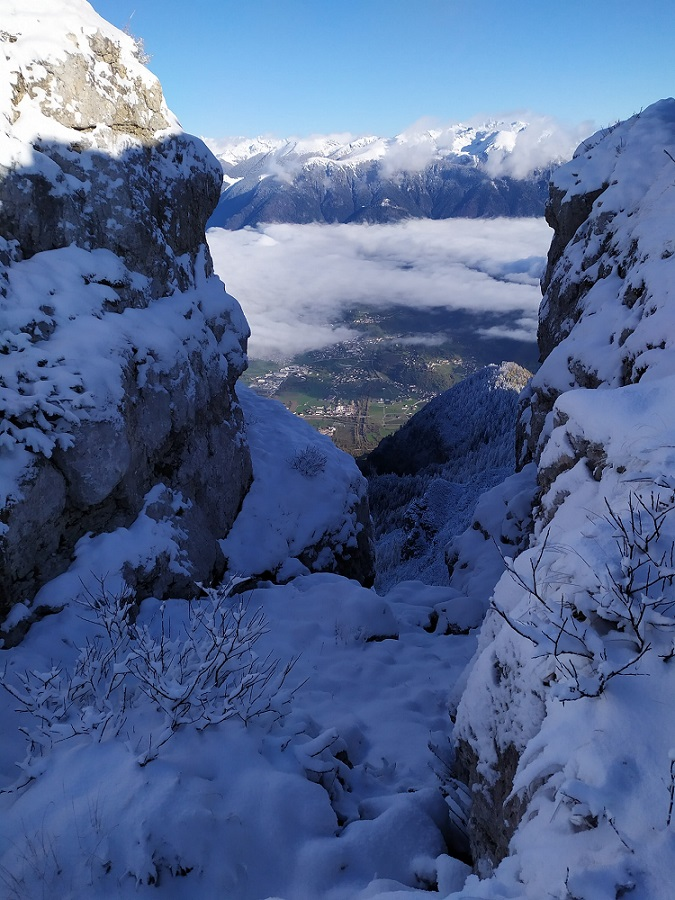
Ravin de Hilfsplatz

"Dans la soirée du 10, l'échec de l'entreprise était déjà programmé et les commandants s'en rendaient clairement compte, car la possession de tout le massif de l'Ortigara aurait pu servir de manière excellente, mais seulement et exclusivement comme tremplin pour une nouvelle progression vers les objectifs préétablis".
(Général Aldo Cabiati, chef d'état-major du XXe corps d'armée.)
Au contraire, il se trouve que les généraux Mambretti et Montuori, pris par le doute qu'un renoncement à l'attaque pourrait être injustifié, ont choisi ni de poursuivre l'attaque immédiatement, ni de la suspendre et de revenir aux points de départ, ni même de laisser les troupes dans les points conquis se reposer et se réorganiser en vue d'une nouvelle attaque plus fructueuse ; au contraire, ils ont opté pour une quatrième hypothèse, que l'on pourrait traduire comme une tentative puérile d'échapper aux responsabilités que les trois premières options imposaient. L'offensive est suspendue et, à 22h45, Mambretti donne l'ordre de tenir les positions et d'effectuer de nouvelles actions de percée dans les secteurs du Mont Campigoletti-Ortigara et de Casara Zebio-Mont Rotondo, comme si rien ne s'y était passé. À 02h00 le 11 juin, les commandements de la 52e division reçoivent l'ordre de se préparer à reprendre l'attaque le lendemain, mais à 05h30, un phonogramme de la 6e armée envoyé au corps d'armée indique que toutes les attaques, en raison du mauvais temps, seront suspendues au profit de petites actions pour " améliorer " la situation. Le quatrième scénario, regrettable, se dessine donc. Dans ce contexte, la 52e division de Côme Dagna est destinée à poursuivre les attaques en direction du col de Val Caldiera et du sommet de l'Ortigara, à une altitude de 2 105; en prévision de cela, de 12 heures à 16 heures, l'artillerie italienne frappe les positions ennemies. Le bataillon "Monte Spluga" et une compagnie du "Tirano", partis d'une altitude de 2 101 m, attaquent pour la deuxième fois le col de Val Caldiera à l'ouest d'Ortigara et atteignent, au prix de lourds sacrifices, les positions près du col, mais sous une pluie torrentielle, ils sont contraints de battre en retraite pour éviter d'être encerclés. À 17h30, le général Mambretti avertit les commandements qu'une reprise des opérations ne sera pas possible avant trois jours.
Le 15 juin, les Austro-Hongrois prennent la situation en main et, tandis que les troupes italiennes assurent les changements et renforcent les hommes sur la ligne, à 02h00, ils déclenchent un violent barrage d'une demi-heure contre la cote 2 101. Dès la fin du bombardement, les Austro-Hongrois se jettent sur les positions tenues par les troupes alpines qui, cependant, défendent avec ténacité les tranchées, obligeant l'adversaire à répéter l'attaque. À 3h30, l'artillerie de l'adversaire renouvelle le bombardement, qui se termine après quelques minutes et voit les troupes austro-hongroises se jeter à nouveau contre les lignes alpines ; les unités italiennes résistent et, au lever du jour, on peut dire que l'action des attaquants a échoué. Au cours de la journée, grâce aux renforts fournis par la brigade "Piémont", qui a pris la position à l'altitude 2 101, une attaque à l'altitude 2 105 a été tentée en vain. Dans cette action, l'ennemi a perdu environ six cents hommes tandis que les Italiens en ont perdu environ la moitié.

### La reprise de l'offensive et la conquête du sommet
Le 14 juin, le commandement de la 6e armée émet l'" ordre d'opérations no 2 " dans le but de " poursuivre l'action offensive " avec les mêmes objectifs que l'" ordre d'opérations no 1 " du 28 mai. Ce qui s'était passé jusqu'alors ne leur avait rien appris, la seule variation étant le maintien tactique de l'altitude 2 101 et la durée du bombardement, portée à vingt-cinq heures. Le bombardement a commencé à 08h00 le 18 juin et s'est poursuivi jusqu'au lendemain, lorsqu'à différents moments de la journée, l'infanterie italienne est sortie des tranchées pour répéter l'attaque qui avait eu lieu huit jours plus tôt. La 25e division attaque à 14h00 entre le Mont Rotondo et le Mont Zebio, répétant l'attaque à 17h45 avec pour seul résultat de laisser huit cents hommes sur le terrain; les brigades "Cremona" et "Porto Maurizio" s'écrasent contre les défenses du Mont Rasta perdant 787 hommes sans aucun gain tactique; sur le Mont Zebio la 13e division, malgré les attaques répétées et les efforts déployés, laisse 1 647 hommes morts, blessés et disparus, faisant échouer l'attaque. À 06h00, la 29e division lance une attaque sur le Mont Forno avec les 214e et 238e Régiments d'Infanterie "Grosseto", qui, durement touchés par l'artillerie ennemie, perdent 1 460 hommes pratiquement sans avancer.

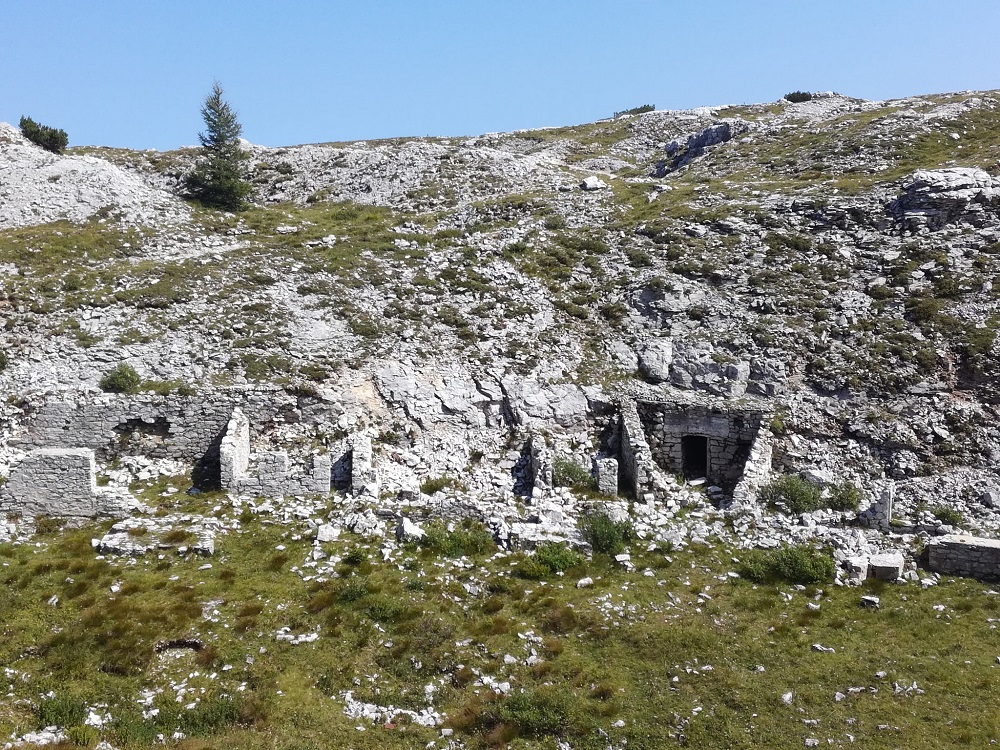
Kaiserschützendoline, Ortigara

À 6h00, les hommes de la 52e division sortent également des tranchées et se lancent à l'assaut de la cote 2 105 en trois colonnes: la colonne Cornaro attaque par le sud-est, tandis que la colonne Di Giorgio, qui, avec les bataillons alpins, compte également des fantassins des 3e et 4e Régiments de la Brigade "Piemonte" et du 9e Régiment de Bersaglieri, attaque par l'est et le nord-est, en partant des positions conquises de la cote 2  101. En quarante-cinq minutes, la cima Ortigara, que l'on croyait imprenable, est conquise de plusieurs côtés mais les troupes alpines, fatiguées et décimées, ne sont pas en mesure de poursuivre immédiatement l'avancée pour occuper le monte Campigoletti, se diriger vers la cima Portule et reconquérir le plateau pour obtenir un succès tactique complet. La colonne qui, du sommet nord de la montagne, se dirigeait vers le col de Caldiera fut bloquée avant une altitude de 2 060 mètres par le feu de l'ennemi; les troupes qui avaient réussi à s'établir sur le sommet principal ne purent avancer, malgré le résultat positif des premiers sauts, en direction du mont Campigoletti. Le brassage des divisions, les tirs d'interdiction austro-hongrois et le manque d'audace des commandements tactiques les empêchèrent d'exploiter la grave crise créée dans la ligne austro-hongroise, malgré le fait que les commandants de celle-ci craignaient aussi depuis longtemps pour la Cima Dieci et la Cima Undici derrière.
À 20h45, le général Mambretti informe le commandement suprême que, sur la base des événements de la journée, il ne reconnaît pour l'instant aucune possibilité d'avancée victorieuse sur le plateau et décide de maintenir une attitude défensive sur l'ensemble du front, à l'exception du mont Ortigara, où de petites actions seront menées pour renforcer et sécuriser les positions conquises, en essayant d'obtenir les résultats que même une attaque de grande envergure n'a pas pu obtenir.

### La contre-attaque austro-hongroise

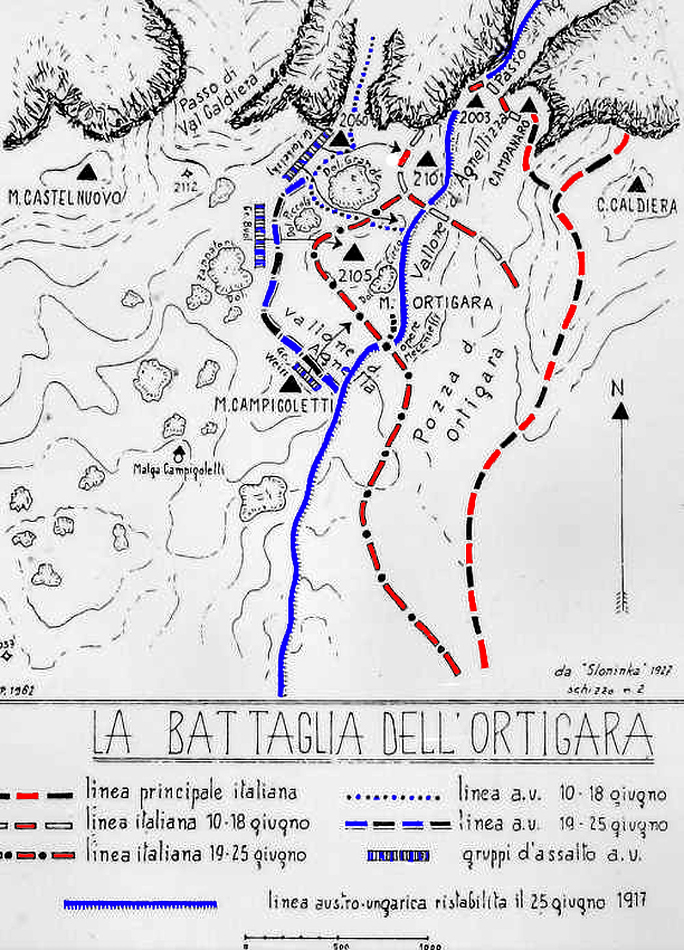
Carte du secteur touché par la contre-attaque austro-hongroise du 25 juin 1917 ; détail du Monte Ortigara.

Ayant constaté l'immobilité des Italiens, le commandement austro-hongrois, après avoir reconstruit tant bien que mal une ligne défensive, conçoit une revanche rapide pour rétablir la sécurité du déploiement sur le plateau. Le 21 juin à 11h45, le commandement de la 6e division impériale (6. Infanterietruppendivision) émet des directives pour une contre-attaque à mener dans les 5 à 6 jours, confiant son exécution au colonel-brigadier Adolf Sloninka von Holodow, commandant de la brigade IIC Kaiserschützen. Le lendemain matin, le commandement du IIIe corps d'armée informe la 6e division que, sur ordre de von Hötzendorf, le général Ludwig Goiginger, commandant de la 73e division arrivant dans le secteur en provenance du Tyrol du Sud, a été chargé de la direction tactique et opérationnelle de l'action visant à la conquête du Mont Ortigara, pour laquelle le colonel von Romer a été désigné comme commandant d'artillerie. Après une discussion entre Goiginger et von Holodow sur le plan d'attaque dans la soirée du 22 juin, il est décidé que l'action offensive aura lieu dans la nuit du 25 juin, en avance sur le calendrier.
Les troupes choisies pour l'opération sont peu nombreuses mais particulièrement bien entraînées et combatives : le I/1er Kaiserschützen (lieutenant-colonel Forbelsky) et le III/2e Kaiserschützen (major von Buol), précédés de onze noyaux constituant la moitié du bataillon d'assaut de la 11e armée, tandis que deux bataillons du 57e régiment d'infanterie joueront le rôle de ravitailleur en munitions et en provisions. L'attaque devait commencer à 19h30 le 24 juin, mais afin de tromper les Italiens, von Holodow obtint l'autorisation des commandants d'effectuer une série répétée de courtes concentrations de feu sur le mont Ortigara afin de frapper psychologiquement et d'épuiser les ennemis, ainsi que de les confondre quant au moment précis de l'attaque. En même temps, cette façon de procéder a empêché les actions locales envisagées par Mambretti.
Entre-temps, les Italiens avaient commencé à remplacer les unités sur la ligne de front: à partir du 21 juin au matin, sur le secteur droit, la zone allant des cols haut et bas de l'Agnella jusqu'à la cote 2 101 inclus, avait été confiée au 9e régiment de Bersaglieri sous le commandement du colonel Arturo Radaelli; le secteur central, de la cote 2 101 à la cote 2 105 inclus, revient au colonel Ugo Pizzarello avec son 10e régiment d'infanterie "Regina" de la brigade "Regina" (sous le commandement du colonel brigadier Pietro Biancardi), qui peut compter sur deux bataillons de fantassins et les troupes alpines "Bassano"; enfin, sur le secteur gauche, de la cote 2 105 à la crête de Ponari, un bataillon d'infanterie du 10e régiment encadre les bataillons alpins "Valtellina", "Bicocca" et "Val Arroscia", tous sous le commandement du colonel Gazagne. Dans les jours suivants, cependant, la masse de troupes en première ligne est jugée excessive et il est donc décidé de ne conserver que le régiment de bersaglieri sur la gauche, un bataillon du 10e régiment (initialement le 1er, remplacé le soir du 24 par le 2e bataillon) et les soldats alpins "Bassano" au centre et les bataillons "Val Arroscia" et "Bicocca" à droite sur le Ponari.

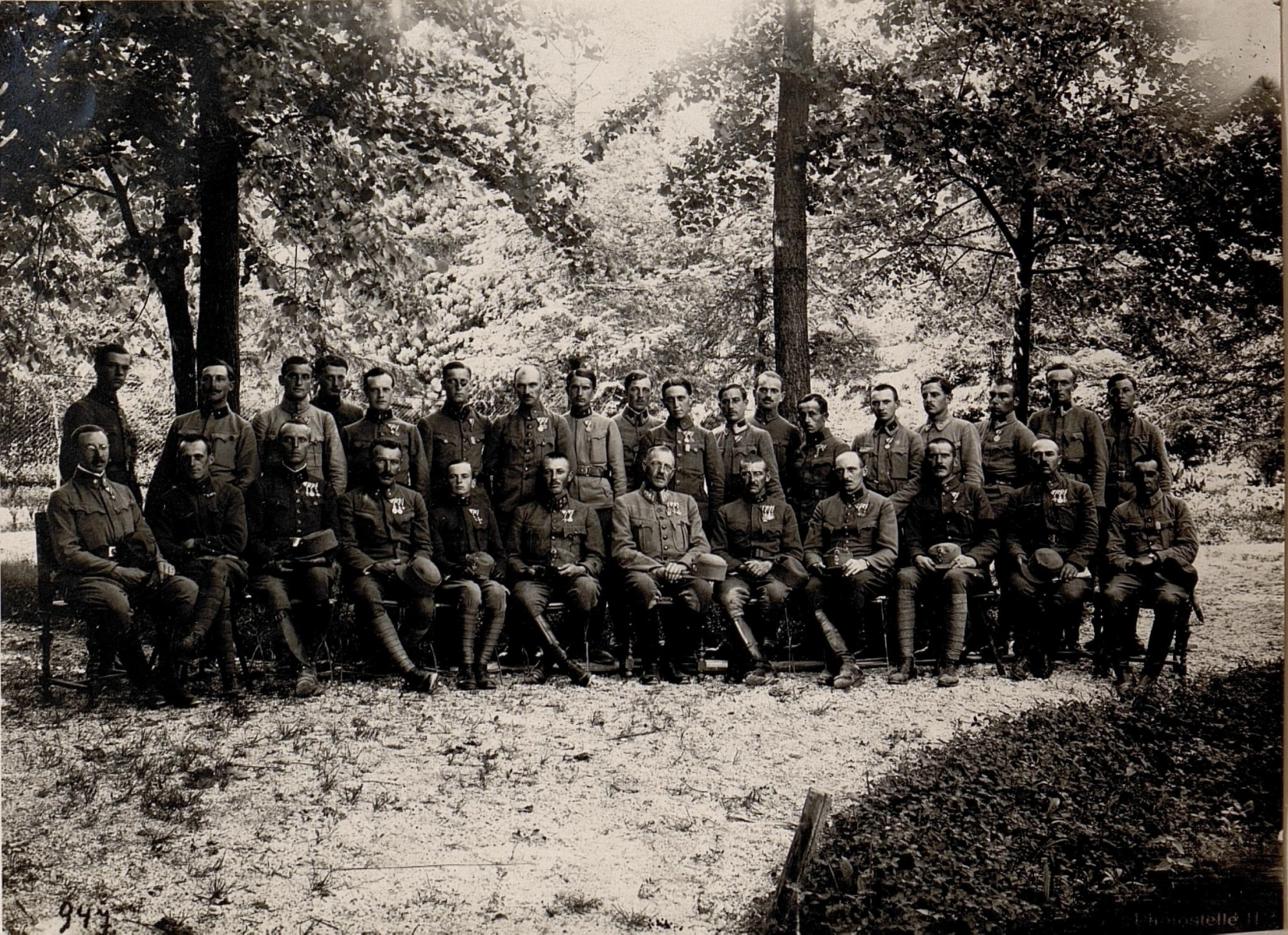
Trente, juin 1917 : des officiers du bataillon Feldjäger posent sur une photo souvenir après la bataille d'Ortigara.

Le 25 juin à 2h30 du matin, un fort grondement secoue le sommet de l'Ortigara et tandis que l'artillerie austro-hongroise frappe les lignes italiennes, les patrouilles d'assaut s'attaquent aux grilles, les abattant avec des tubes de gélatine explosive. Alors que le tir s'étend sur la vallée de l'Agnellizza avec des obus à gaz, les troupes austro-hongroises se jettent avec des lance-flammes et des grenades à main sur les survivants encore au sommet de la montagne, touchant le bataillon "Bassano" au sommet (altitude 2 105), les trois bataillons du 9e Bersaglieri à l'altitude 2 103, et les bataillons "Arroscia" et "Bicocca" sur la crête du Ponari. Les quelques soldats italiens encore en vie, incapables de battre en retraite et de communiquer avec l'arrière en raison des tirs de barrage et de gaz sur la vallée de l'Agnellizza, n'ont d'autre choix que de se rendre. À 03h10, quarante minutes après le début de l'attaque, une fusée blanche tirée depuis une altitude de 2 105 a percé le ciel, confirmant au général Goiginger que le Mont Ortigara avait été conquis. Avec une action éclair et de faibles pertes, les Austro-Hongrois ont regagné un sommet qui avait coûté aux Italiens plusieurs tentatives et des sacrifices répétés de vies humaines.
Les commandements italiens n'ont appris ce qui s'était passé dans la nuit d'Ortigara que quelques heures après la fin des combats; un violent barrage d'artillerie a été immédiatement ordonné qui a fait plus de morts dans les rangs austro-hongrois que ceux subis pendant l'attaque. Malgré l'issue désastreuse de la bataille et l'immense carnage, les commandants d'armée et de corps d'armée italiens n'ont pas saisi la situation tactique réelle des troupes, qui aurait exigé une retraite générale immédiate ; au contraire, ils ont ordonné (on ne sait pas si c'est Mambretti ou Montuori qui l'a fait) une vaste contre-attaque menée avec toutes les ressources disponibles. À 20h00, la 52e division de Como Dagna attaque, répétant l'opération du 19 juin, dans des conditions matériellement et spirituellement pires. À l'heure prévue, les troupes rafistolées et secouées du bataillon "Cuneo" (nouveau sur le terrain d'Ortigara), parviennent à réoccuper l'altitude 2 003, tandis que tous les autres efforts ne font qu'augmenter le nombre de soldats tombés sur Ortigara. À 23h40, le commandement du XXe corps d'armée ordonne qu'à l'aube du lendemain, le gros des troupes retourne sur la ligne, ne laissant que quelques unités sur place pour maintenir les positions occupées après la retraite du matin. Avec cette dernière disposition insensée, le "Cuneo" a été forcé de rester à une altitude de 2 003 et était effectivement condamné. Le 26 juin à 12h10, le général Cadorna, de retour de la conférence de Saint-Jean-de-Maurienne, apprend la perte d'Ortigara. Deux jours plus tard, il suspend les offensives prévues sur Pasubio, ordonnant aux 1re et 6e armées d'adopter une position défensive. Le 29 juin, les restes du " Cuneo " sont faits prisonniers par les Austro-Hongrois, mettant un terme définitif aux actions sur le mont Ortigara.

## Bilan et conséquences

### Analyse des défaites
Le général Angelo Gatti, alors chef du bureau historique du commandement suprême, a écrit dans son journal personnal Diario, publié à titre posthume en 1964, que le 11 juin, il avait entendu à Bassano la conversation entre Cadorna et Mambretti, qui justifiaient l'échec de l'action du 10 par le mauvais temps et la technique défensive efficace des Austro-Hongrois, "qui, au-delà des tranchées et des clôtures de la ligne de front, avaient placé de nombreuses mitrailleuses. Lorsque les nôtres ont franchi le premier obstacle - tranchée et réticule - ils ont été surpris partout par de terribles tirs de mitrailleuses et se sont retrouvés face à des soldats sortant des grottes". Cadorna acquiesce, mais le 20 juillet, il relève Mambretti du commandement de la 6e armée, le nommant commandant de l'occupation avancée à la frontière suisse, le général Donato Etna prenant sa place. Mambretti est désigné par Cadorna comme le principal responsable de la défaite en raison de son manque de combativité et de son indécision, malgré les moyens considérables dont il disposait.
Dans ses mémoires, le chef d'état-major écrit : "[...] les erreurs de conduite [...] ne suffisent pas à expliquer l'échec. Elle a sans doute été influencée par les mauvaises conditions météorologiques, qui ont diminué les effets des tirs d'artillerie contre les grilles et les tranchées ennemies. Mais la cause principale de l'échec doit être recherchée dans la baisse de combativité d'une partie des troupes due à la propagande subversive, celle-là même qui avait produit ses tristes conséquences sur le Karst dans les premiers jours de ce même mois. Mais certaines unités, et principalement les troupes alpines de la 52e division, ont subi les plus grandes pertes. La justification avancée par Cadorna est peu généreuse et sans fondement ; il fait clairement référence aux hommes du XXIIe corps d'armée qui, à chaque ordre d'avancement, ont dû se heurter aux formidables défenses austro-hongroises, suscitant l'admiration des adversaires, et sacrifiant environ neuf mille hommes. Cela confirme que la conviction de Cadorna a mûri de manière préconçue avant même la conclusion de la bataille,.
La justification avancée par Cadorna ne convainc pas les commandements italiens eux-mêmes ; en effet, avec plus de sincérité et d'intelligence critique, le général Gatti identifie les limites de la direction tactique italienne : " à Ortigara, deux systèmes d'action tactique, l'autrichien et l'italien, étaient en cours d'élaboration. Pour les Autrichiens, il y avait une pénurie d'hommes : il ne s'agissait donc pas de les employer comme au début de la guerre à combattre toute position jusqu'à la destruction. Non, on résiste aussi longtemps qu'on le peut : on fait en sorte que l'ennemi appuie sur le ressort, jusqu'à ce que la pression cesse, puis le ressort autrichien revient lentement. Aujourd'hui, il récupère telle position, demain telle autre : quelques personnes, choisies, audacieuses, une tape pendant que nous ne sommes plus tellement sur nos gardes, et c'est tout. Et le robinet apporté à nos œuvres les plus faibles",. Gatti critiquait l'attitude italienne qui consistait à continuer à envoyer des troupes pour maintenir les positions gagnées même si elles n'étaient pas favorables, à masser des lignes d'hommes et à créer la confusion et des pertes élevées. Selon le général, il aurait mieux valu retourner aux points de départ pour répéter les attaques avec le maximum d'énergie et de préparation, sans laisser à l'ennemi la possibilité de préparer des contre-attaques, ce qui repoussait inévitablement les quelques Italiens épuisés qui avaient l'ordre de maintenir à tout prix les positions conquises. Des considérations similaires ont été formulées par le général Aldo Cabiati qui écrivait en 1933 : " [...] les Italiens ont saturé de forces les lignes et l'arrière immédiat [...] les Autrichiens ont essayé d'atteindre leurs objectifs en utilisant le minimum de troupes et en accentuant l'échelonnement en profondeur ",. Les conclusions tirées par le commandement suprême n'ont même pas pris en compte les leçons que le massacre d'Ortigara pouvait enseigner. Gatti lui-même critique l'attitude des hauts commandements qui, selon lui, sont coupables de ne pas être capables de former une nouvelle doctrine tactique adaptée aux changements des conditions de la guerre, continuant à mener des actions de manière erronée et rigidement liée aux anciennes tactiques. Cela contribue alors à l'épuisement physique et à l'usure morale du soldat, qui ne voit aucune solution aux assauts sanglants et vains.

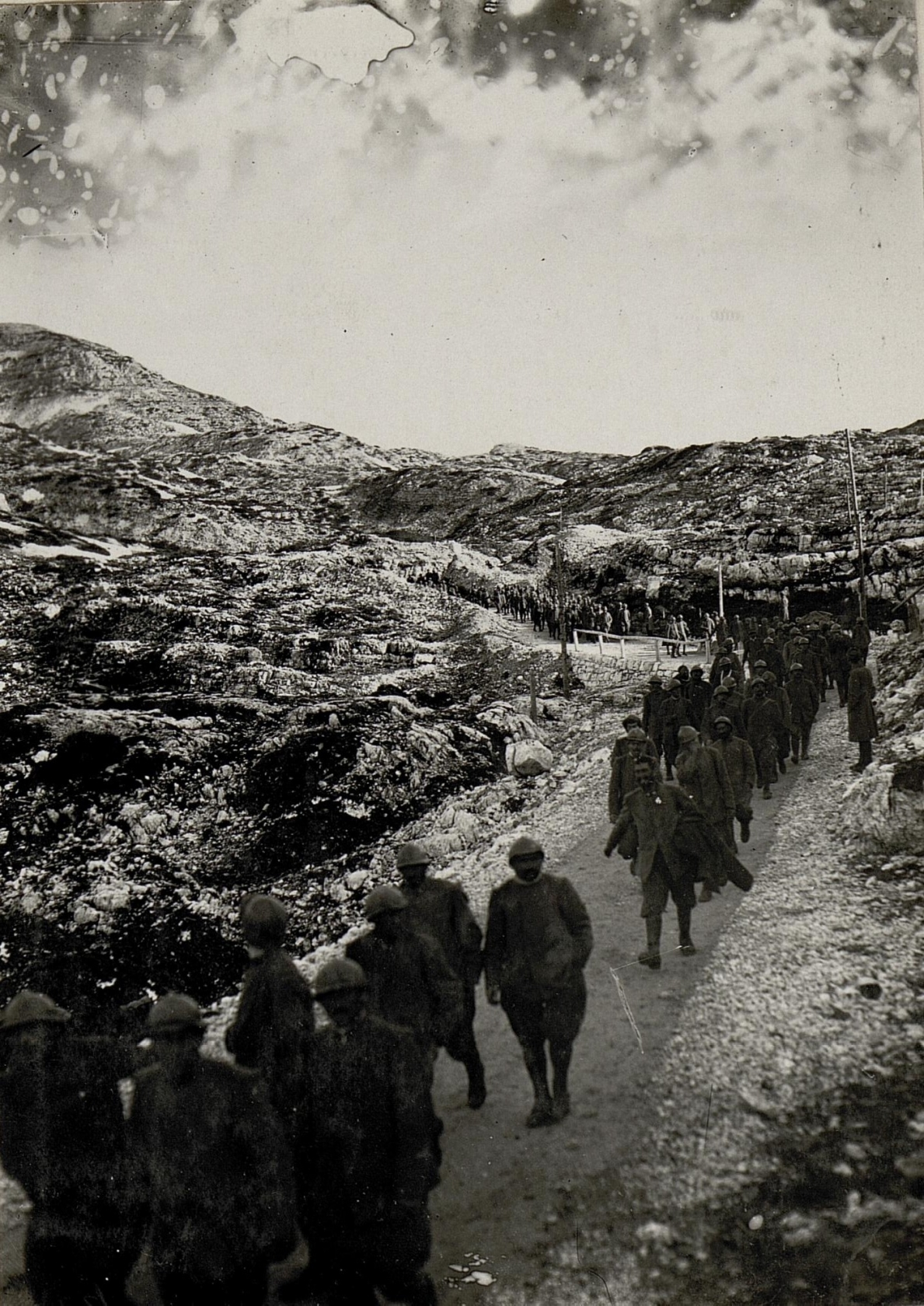
Prisonniers italiens capturés à Ortigara

L'échec de l'offensive italienne sur le plateau n'est certainement pas dû à des erreurs clairement identifiables, mais plutôt à une série d'erreurs de jugement et d'incertitudes qui, dans la succession rapide des événements, n'ont pas permis aux troupes italiennes de prendre le dessus sur leurs adversaires. Dès les préparatifs, il y a eu de grandes lacunes organisationnelles et stratégiques ; tout d'abord, le manque de secret qui aurait dû caractériser la "première hypothèse défensive", dont les Austro-Hongrois ont probablement pris conscience dès l'hiver 1916-1917. Comme le rapporte l'historien Gianni Pieropan, la préparation du plan a également été entachée d'importantes lacunes : la dispersion des forces sur un front de plusieurs kilomètres, le manque de discrétion de la presse italienne sur la bataille imminente et la méfiance qui animait certains commandants. Le général Di Giorgio avait observé bien avant la bataille que l'artillerie aurait dû être concentrée sur le secteur nord de Campigoletti-Ortigara, c'est-à-dire le secteur décisif qui permettait l'avancée vers l'important pic du Portule, qui disposait de meilleures marges de manœuvre que le secteur sud, où les tranchées fortifiées austro-hongroises se trouvaient à quelques mètres seulement des tranchées italiennes et avaient été encore renforcées pendant l'hiver. Il y a eu ici une grave erreur des artilleries qui, par manque de précision dans le tir, ont canonné la Brigade "Sassari", un fait qui a été caché dans les publications officielles de l'armée, mais dont la vérité ne peut être déduite que parce que l'assaut auquel six bataillons étaient censés participer a été en réalité effectué par quatre compagnies. La méfiance à l'égard des récits historiques officiels est accentuée par l'écrivain Mario Silvestri, qui émet de sérieux doutes sur l'authenticité des ordres donnés au milieu de l'action, qui selon lui ont été rédigés après coup. L'auteur Sergio Volpato traite en détail des relations entre le Commandement suprême et la presse, qui, par l'intermédiaire du Bureau de presse et de propagande, avait connaissance de détails sur la bataille imminente qu'elle a imprudemment divulgués au public.
Les commandements italiens étaient également divisés sur les chances de succès et, dans certains cas, n'avaient même pas une bonne influence sur les troupes. Les généraux Como Dagna et Montuori, ayant entendu parler de l'expansion du front vers le sud et des prévisions météorologiques, étaient pessimistes quant à l'issue de l'action et, malgré la confiance que Cadorna accordait à Mambretti, il ignorait un fait apparemment anodin le concernant et qui inquiétait les soldats: il existait une croyance répandue selon laquelle le commandant de la 6e armée portait la poisse et que toute action sous son commandement se terminerait de la pire façon possible. Le journaliste de "Il Messaggero" Rino Alessi, dans une lettre du 23 juillet 1917 envoyée à son rédacteur en chef pour l'informer du torpillage de Mambretti, écrit à ce propos, en citant textuellement les propos de Cadorna: " Il est resté inexplicable pourquoi, lors de la première tentative faite sur les plateaux, après la préparation de l'artillerie, l'infanterie n'a pas bougé pour attaquer. [...] les commandants subordonnés avaient interprété l'apparition soudaine de la tempête [le 10 juin] comme un signe indiscutable du mauvais sort qui hantait Mambretti dans toutes ses actions. Ainsi, à partir du préjugé du largage, on a déterminé une sorte de phénomène psychologique collectif de méfiance soudaine envers le commandant".
Dans le même temps, cependant, tous les commandants qui ont pris part à la bataille d'Ortigara ont identifié le mauvais temps du 10 juin comme l'un des facteurs les plus importants qui ont décidé de la bataille. Les commandants ont jugé différemment l'effet du mauvais temps ; le général Como Dagna a trouvé la présence de brouillard et de pluie favorable, permettant à ses hommes de s'approcher de l'ennemi sans être vus. Le général Di Giorgio a désigné le mauvais temps comme un facteur déterminant pour lequel les artilleries n'ont pas fait leur meilleur travail de destruction des lignes ennemies et de soutien à l'infanterie. Il est difficile aujourd'hui de porter un jugement sur les effets du mauvais temps sur le succès de l'attaque du 10 juin 1917; si d'un point de vue stratégique, le mauvais temps et surtout le brouillard ont été un des facteurs déterminants de l'échec de l'action, d'un point de vue tactique, ils ont été les éléments qui ont contribué aux quelques succès de la journée. Cependant, une action offensive d'une telle ampleur en haute montagne aurait certainement dû avoir d'autres plans, basés sur le terrain accidenté et montagneux qui aurait probablement nécessité moins d'hommes, dans des attaques réduites mais efficaces au corps à corps pour conquérir les plus hauts sommets.

### Pertes
|                                                                               |  | |
| La colonne de mozza placée par les Alpini en 1920 au sommet du mont Ortigara. |  | La pierre commémorative autrichienne sur le Mont Ortigara érigée par la Croix Noire autrichienne en 1967. |

Pour les Italiens, l'un des piliers fondateurs du mythe du mont Ortigara a toujours été le nombre extrêmement élevé de pertes enregistrées au cours des combats qui ont fait rage entre le 10 et le 29 juin 1917, avec 2 003 abandons. Le décompte final a toujours fait l'objet de réévaluations continues, pas toujours officielles, et souvent contaminées par les célébrations et la rhétorique, qui ont augmenté de manière hyperbolique le nombre de pertes humaines. Déjà dans les années 1930, le général Aldo Cabiati, dans la préface de son texte "Ortigara", n'hésitait pas à parler de " légendes tristes et effrayantes : les pertes - en fait très importantes - ont été largement exagérées " , . Il faut ensuite se rappeler que la "première hypothèse défensive" avait un front d'attaque qui couvrait longitudinalement tout le plateau d'Asiago, de Caldiera au Val d'Assa où trois corps d'armée étaient engagés, et il est donc inexact d'associer l'offensive du 10 juin au seul Ortigara et donc aux seules troupes alpines. Plusieurs unités d'infanterie sont engagées sur l'ensemble du front, notamment la brigade " Sassari " sur le mont Zebio, mais c'est le XXe corps d'armée de Montuori, et notamment la 52e division dans le secteur Ortigara-Campigoletti-Mont Forno, qui subit le plus gros de l'attaque.
Le secrétariat du chef d'état-major de la 6e armée, dans un rapport du colonel Calcagno, rapporte que les pertes totales de l'armée entière pour la période du 10 au 30 juin sont de 134 officiers morts, 566 blessés et 19 disparus, tandis que pour les troupes un total de 2 158 soldats morts, 12 059 blessés et 2 199 disparus est rapporté, pour un total global de 17 162 hommes hors de combat. Dans le même rapport, il est ensuite précisé que les pertes sur Ortigara sont de 106 officiers morts, 411 blessés et 17 disparus, tandis que pour la troupe on compte 1 724 morts, 9 254 blessés et 1 753 disparus, pour un total général sur Ortigara seulement de 13 265 pertes, confirmant encore plus comment l'effort maximal de l'offensive est tombé sur une petite portion du secteur où la 52e division et ses bataillons alpins étaient engagés. Selon les données du rapport officiel italien, au total, la bataille a coûté aux Italiens 169 officiers morts, 716 blessés et 98 disparus ; 2 696 soldats morts, 16 018 blessés et 5 502 disparus (pertes totales de 25 199 hommes) : là aussi, il est confirmé que la saignée la plus voyante a été subie par la 52e division et surtout par les divisions alpines qui ont eu 110 officiers morts, 330 blessés et 50 disparus; 1 454 soldats morts, 8 127 blessés et 2 562 disparus; pour un total de 12 633 pertes. Il faut ensuite ajouter à ce chiffre les pertes des brigades "Regina" et "Piedmont", du 9e régiment de Bersaglieri et des unités d'artillerie, de mitrailleuses et du génie regroupées au sein de la 52e division. Pour le 9e régiment de bersaglieri, touché par la contre-attaque austro-hongroise le 25 juin, un rapport du 28 juin du général Di Giorgio parle d'un total de 1 224 morts, blessés et disparus, dont 927 pour le seul 25 juin; d'autres chiffres publiés le 1er juillet parlent de 48 morts, 442 blessés et 422 disparus pour un total de 912 bersaglieri perdus[65], tandis que d'autres ajustent le chiffre à 1 439 bersaglieri mis hors de combat pendant leur déploiement au front>.
Pour résumer les énormes pertes italiennes au cours de ces journées de combat chaotiques, on peut citer le commentaire efficace du rapport officiel austro-hongrois : "[...] les pertes italiennes ont ainsi atteint celles d'une bataille sur l'Isonzo ; les deux tiers, cependant, ont été comptabilisés sur un front de seulement deux kilomètres de long. Il faut avoir ce détail à l'esprit pour comprendre la douleur et l'horreur pour le sang inutilement versé, surtout par les soldats alpins : ces sentiments ont toujours marqué le nom d'Ortigara en Italie". Cependant, les pertes austro-hongroises sont également importantes et s'élèvent à environ 26 officiers morts, 154 blessés et 71 disparus, tandis qu'il y a 966 soldats morts, 6 167 blessés et 1 444 disparus, pour un total de 8 828 hommes hors de combat ; dans les divisions qui font face à la 52e division, la proportion de pertes austro-hongroises est encore plus élevée, ce qui prouve la dureté des combats dans ce secteur.

## Dans la culture de masse

### La mémoire

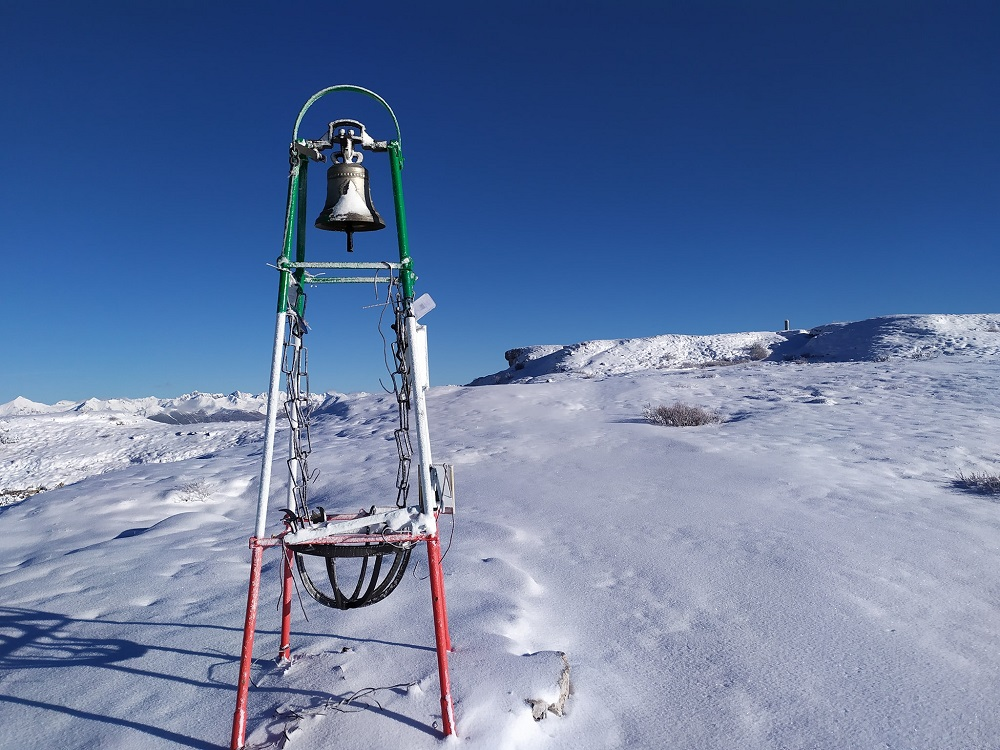
Cloche au sommet de l'Ortigara

Pour l'histoire, Ortigara a été consacré comme une page d'héroïsme, un enfer où les soldats, et en premier lieu les soldats alpins, ont sacrifié leur vie et leur sang. Le père Bevilacqua, sous-lieutenant du bataillon "Stelvio", a écrit : "Ortigara n'est pas une défaite [...] il n'y a de défaite que lorsque quelque chose d'humain a été perdu, appauvri, supprimé. Ortigara, cathédrale des soldats alpins, monument du sacrifice humain, montagne de notre transfiguration". À 2 105 mètres d'altitude se trouve une colonne brisée sur laquelle est inscrit " N'oublions pas ", placée là par quelques survivants en 1920, lors du premier rassemblement national des troupes alpines,.
La zone d'Ortigara est certainement l'un des théâtres de bataille les plus connus du plateau et de tout le front italien, une destination pour des milliers de visiteurs chaque année. Le deuxième dimanche de juillet de chaque année, une cérémonie est organisée dans la petite église située au sommet du mont Lozze, près de la zone monumentale d'Ortigara, en mémoire des soldats qui ont perdu la vie lors de la tentative de conquête de la montagne. La cérémonie se poursuit ensuite au sommet de la montagne, près des monuments aux morts italiens et austro-hongrois.

### Ortigara aujourd'hui
Les travaux de restauration ont commencé en 2005 avec la restauration du cimetière de Laghi et des postes italiens des sommets de Caldiera et Lozze. Depuis 2007, la zone d'Ortigara est incluse dans l'écomusée de la Grande Guerre dans les Préalpes Vicentines, un projet de réaménagement historique qui a concerné l'ensemble des Préalpes Vicentines, et qui propose des itinéraires, des panneaux indicateurs et des centres d'information permettant aux visiteurs de s'immerger dans l'environnement montagnard en visitant les tranchées, les tranchées de communication et les lieux où la bataille a été livrée par les deux armées. L'ensemble monumental est entretenu par des volontaires et d'anciens soldats alpins, ainsi que par des délégations autrichiennes et slovènes, qui s'engagent à se souvenir des événements tragiques qui ont dévasté Ortigara et d'autres lieux où la guerre a été menée sur le front italien,.

### Chansons dédiées à la bataille
Les chants de guerre sont encore l'un des éléments fondamentaux de la mémoire et du souvenir de la Grande Guerre en Italie comme dans les autres pays qui ont participé au conflit. Souvent ces chansons, simples et avec peu de strophes, réussissent très bien à rappeler la souffrance, le sacrifice et le désir des jeunes soldats de retourner à la société civile et de revoir leurs proches. Ortigara, précisément en raison du sacrifice qu'elle imposait aux combattants, est restée indélébile dans la vie de ceux qui s'y sont battus, et ces soldats alpins ont été particulièrement prolifiques dans la "mise en musique" de leurs exploits, laissant comme testament quelques chansons simples et douloureuses.

Le maestro Nino Piccinelli, qui a participé à la dixième offensive de l'Isonzo pour conquérir le quota 144 au pied de l'Ermada, choqué par le nombre de morts gisant entre les deux lignes ennemies, a composé une chanson dédiée aux morts enterrés dans le petit cimetière de guerre voisin. Un aumônier militaire ayant participé à la bataille d'Ortigara, lui aussi choqué par le nombre de morts lors des assauts sur la montagne, ajouta à la chanson de Piccinelli la première strophe qui ouvre aujourd'hui encore le refrain lent et cadencé de "Ta-pum".
"Vingt jours sur Ortigara
sans le changement pour démonter
ta-pum ta-pum ta-pum".
(Ta-pum)
"Ortigara, Ortigara ! Vingt mille nous étions, vingt mille nous sommes morts".
(Ortigara)
"L'air d'Ortigara, l'air d'Ortigara, qui m'a fait changer de couleur !"
(Où étais-tu, ma belle Alpine.)

### Essais
- (it) Giocondo Bonotto, In guerra con il 6º Reggimento Alpini. Libia, Piana di Vezzena, monte Cukla, monte Rosso, Ortigara, Vicenza, Vicence, Itinera progetti (ISBN 978-88-88542-59-1).
- (it) Ruggero Dal Molin et Paolo Pozzato, La verità austriaca sull'Ortigara, Vicence, Itinera progetti (ISBN 978-88-88542-48-5).
- (it) Ruggero Dal Molin et Paolo Pozzato, Dall'interrotto all'Ortigara. La Maginot austriaca sull'altopiano dei Sette Comuni, Vicence, Itinera progetti (ISBN 978-88-88542-46-1).
- (it) Gianni Oliva, Storia degli Alpini - dal 1872 ad oggi, Milan, Oscar storia Mondadori, 2001 (ISBN 978-88-04-48660-2).
- (it) Gianni Pieropan, Ortigara 1917, dalla parte degli austriaci, Milan, Mursia, 1987 (ISBN 978-88-425-2229-4).
- (it) Gianni Pieropan, Ortigara 1917. Il sacrificio della 6ª Armata, Milan, Mursia, 2007 (ISBN 978-88-425-3803-5).
- (it) Gianni Pieropan, Storia della grande guerra sul fronte italiano, Milan, Mursia, 2009 (ISBN 978-88-425-4408-1).
- (it) Mario Silvestri, Caporetto - Una battaglia e un enigma, Milan, BUR, 2006 (ISBN 88-17-10711-5).
- (it) Alessandro Tortorato, Ortigara: la verità negata, Vicence, Rossato, 1999 (ISBN 978-88-8130-069-3).
- (it) Paolo Volpato, La verità italiana sull'Ortigara, Vicence, Itinera progetti, 2014 (ISBN 978-88-88542-61-4).
- (it) Paolo Volpato, L'Ortigara il 25 giugno 1917 nel racconto degli ufficiali di prima linea, Udine, Gaspari editore, 2007 (ISBN 88-7541-078-X).
- (it) Roberto Gentili et Paolo Varriale, I Reparti dell'aviazione italiana nella Grande Guerra, AM Ufficio Storico, 1999.

### Narration
- (it) Emilio Lussu, Un anno sull'Altipiano, Milan, Einaudi tascabili, 2008 (ISBN 978-88-06-17314-2).